# Battai Bátor Bulldogok
A Battai Bulldogok százhalombattai rögbicsapat.

## A csapat neve
Bár a csapat teljes neve Battai Bátor Bulldogok Rögbi Klub, az elmúlt tíz évben inkább a Battai Bulldogokat használják.

## Története
1989 januárjában Mátyás Csaba vezetésével a százhalombattai élsportolók alakították a csapatot, az alapítók között több nemzetközi szintű versenyző volt, főleg a cselgáncs és a kajak-kenu sportágakból. Első mérkőzésüket három hónap múlva, az érdi Március 15-e Kupán vívták. Már az első másodosztályú évadukat sikerrel vették, így a következő szezonban az első osztályban küzdhettek. Sajnos nem sikerült megkapaszkodniuk itt, egy évre visszakerültek az alsóbb szintre. Ekkor érkezett a csapathoz Veres László edző, aki az első évben stabil középcsapatot épített. Az 1992/93-as bajnokságban indult a Bulldogok sikerszériája, 11 éven keresztül minden évben a dobogón végzett a csapat.
Legnagyobb sikerek:
- 1997-ben, 2009-ben, 2010-ben, 2011-ben és 2013-ban Extraliga aranyérem,
- 1998-ban Kupagyőzelem.

Jelenleg a Battai Bulldogok csapata a legnagyobb magyarországi rögbi egyesület, hiszen egyedül ők indítanak a bajnokság minden osztályában és korcsoportjában csapatot. Kadettjaik 7 éve veretlenül végeznek bajnokságuk élén.

## Eredmények
Felnőtt bajnoki eredmények:
NB I.
5 arany
3 ezüst
10 bronz
NB II.
2 arany
Kadett bajnoki eredmények:
8 arany
1 ezüst
1 bronz
Junior bajnoki eredmények
3 arany, 1 bronz
Mini diákolimpiai eredmények:
9 arany
Kölyök diákolimpiai eredmények:
5 arany
3 ezüst
Kadett diákolimpiai eredmények:
6 arany
2 bronz
Mini utánpótlás Magyar Kupa eredmények:
6 arany
2 ezüst
1 bronz
Kölyök utánpótlás Magyar Kupa eredmények:
5 arany
4 ezüst
Kadett utánpótlás Magyar Kupa eredmények:
7 arany
1 ezüst
1 bronz
Junior utánpótlás Magyar Kupa eredmények
6 arany

## Utánpótlás
Az egyesület az egyik legerősebb utánpótlással rendelkező csapat.
Utánpótlásedző: Deli Róbert
Diákrögbi-csapataik:
Batthyány Általános Iskola Érd
Körösi Általános Iskola Érd
SZISZKI Százhalombatta

## Díjazott játékosaik

### 2008. év
A gas.hu Battai Bulldogok legjobb játékosa:
Gyurcsik "Dado" Achilles
A gas.hu Battai Bulldogok legjobb fiatal játékosa:
Gecse "Donyi" Dániel
A gas.hu Battai Bulldogok legtöbbet fejlődött játékosa:
Prakter Attila
A gas.hu Battai Bulldogok legmegbízhatóbb játékosa:
Farkasinszki "Farek" Gábor
A gas.hu Battai Bulldogok nagy visszatérője:
Dobai Miklós

### 2007. év
A Battai Bulldogok legjobb játékosa:
A Tolongás
A Battai Bulldogok legjobb fiatal játékosa:
Kriskó Tibor
A Battai Bulldogok legtöbbet fejlődött játékosa:
Kendi Gábor
A Battai Bulldogok legmegbízhatóbb játékosa:
Herczeg "Hüzsi" József

### 2006. év
A Battai Bulldogok legjobb játékosa:
Pongrácz "Pongi" Zoltán
A Battai Bulldogok legjobb fiatal játékosa:
Pluhár Dániel
A Battai Bulldogok legtöbbet fejlődött játékosa:
Becsei "Becska" Tamás
A Battai Bulldogok legmegbízhatóbb játékosa:
Tátrai "Barbár" Zsolt
A Battai Bulldogok nagy visszavonulója:
Takács "Pedo" András Levente
Az első válogatottság emlékére:
Nagy "NagyZs" Zsolti

### 2005. év
A Battai Bulldogok legjobb játékosa:
Csapó "Nurbea" Norbert
A Battai Bulldogok legjobb fiatal játékosa:
Tuba Gergely
A Battai Bulldogok legtöbbet fejlődött játékosa:
Káldi János
A Battai Bulldogok legmegbízhatóbb játékosa:
Takács "Pedo" András Levente
A Battai Bulldogok nagy visszatérője:
Tátrai "Barbár" Zsolt

### 2004. év
A Battai Bulldogok legjobb játékosa:
Kendi Géza
A Battai Bulldogok legjobb fiatal játékosa:
Csont László
A Battai Bulldogok legtöbbet fejlődött játékosa:
Pongrácz "Pongi" Zoltán
A Battai Bulldogok legmegbízhatóbb játékosa:
Ulviczki "Nokedli" Péter
A Battai Bulldogok nagy visszatérője:
Dobai Miklós

### 2003. év
A Battai Bulldogok legjobb játékosa:
Tashiro "Masza" Masahiro
A Battai Bulldogok legjobb fiatal játékosa:
Balogh "Kex" Tamás
A Battai Bulldogok legtöbbet fejlődött játékosa:
Csapó "Nurbea" Norbert
A Battai Bulldogok legmegbízhatóbb játékosa:
Kendi Gábor
A Battai Bulldogok nagy visszatérője:
Hoffmann Márton

### 2002. év
A Battai Bulldogok legjobb játékosa:
Hoffmann "Lézerláb" Mihály
A Battai Bulldogok legtöbbet fejlődött játékosa:
Böröndi "Forest" Tamás
A Battai Bulldogok legmegbízhatóbb játékosa:
Tóth János

### 2000. év
Az év legjobb rögbijátékosa:
Dobai Miklós

### 1997. év
Az év legjobb rögbijátékosa:
Hoffmann "Lézerláb" Mihály

## Válogatott szereplések

### 2004. év
Felnőtt:
Spanyolország – Magyarország 63–9
Bulldogok: Kendi Gábor, Kendi Géza
Szlovénia – Magyarország 41–0
Bulldogok: Kendi Gábor, Kendi Géza
Magyarország – Andorra 16–29
Bulldogok: Kendi Gábor, Kendi Géza
Málta – Magyarország 35–27
Bulldogok: Kendi Gábor, Kendi Géza
Szerbia-Montenegró – Magyarország 31–3
Bulldogok: Kendi Gábor, Kendi Géza

### 2003. év
Felnőtt:
Magyarország – Szerbia-Montenegró 47–23
Bulldogok: Hoffmann Mihály, Kendi Gábor, Kendi Géza
Moldova – Magyarország 43–17
Bulldogok: Hoffmann Mihály, Kendi Gábor, Kendi Géza
Magyarország – Moldova 17–35
Bulldogok: Kendi Gábor, Kendi Géza
Magyarország – Lettország 7–14
Bulldogok: Kendi Gábor, Kendi Géza
U 20 play off Esztergom 2003. április 25–27.:
Magyarország – Szlovénia 17–27
Magyarország – Szerbia-Montenegró 29–20
Szlovénia – Szerbia-Montenegró 42–10
Bulldogok: Koór Béla, Ulviczki Péter, Máthé Zoltán, Balogh Tamás

### 2002. év
Felnőtt:
FIRA-AER Európa-bajnokság
Lettország – Magyarország 25–5
Magyarország – Izrael 39–24
Magyarország – Bosznia-Hercegovina

### 2001. év
Felnőtt:
FIRA-AER Európa-bajnokság
Luxemburg – Magyarország 17–1
Bulldogok: Dobai Miklós, Kendi G.
Magyarország – Litvánia 26–16
Bulldogok: Kendi G.
Világkupa előselejtező
Jugoszlávia – Magyarország 25–10
Svájc – Magyarország 61–23
Bulldogok: Dobai Miklós
Magyarország – Bulgária 46–7
Bulldogok: Dobai Miklós, Tóth György

### 2000. év
Felnőtt:
FIRA-AER Európa-bajnokság D csoport
Andorra – Magyarország 32–10
Bulldogok: Dobai Miklós, Tóth György
Magyarország – Ausztria 48–18
Bulldogok: Harmat Ákos, Mátyás Csaba
Világkupa előselejtező
Bosznia-Hercegovina – Magyarország 13–12
Magyarország – Andorra 48–18
Bulldogok: Dobai Miklós, Harmat Ákos, Rajner László, Tatay Tamás

### 1999. év
Felnőtt:
Magyarország – Bosznia-Hercegovina 34–3
Bulldogok: Dobai Miklós, Harmat Ákos, Herédi Krisztián
Ausztria – Magyarország 7–33
Magyarország – Szlovénia 3–32
Bulldogok: Dobai Miklós, Harmat Ákos, Tóth György, Tatay Tamás, Herédi Krisztián
Monaco – Magyarország 22–7
Bulldogok: Dobai Miklós, Harmat Ákos, Rajner László, Tóth György, Tatay Tamás, Herédi Krisztián

### 1998. év
Felnőtt:
Európa-bajnoki selejtező
Magyarország – Ausztria 13–28
Bulldogok:
Világkupa előselejtező
Szlovénia – Magyarország 16–12
Bulldogok: Mátyás Csaba, Tatay Tamás, Dobai Miklós
Horvátország – Magyarország 39–3
Bulldogok: Mátyás Csaba, Dobai Miklós, Rajner László, Herédi Krisztián, Hoffmann Mihály

### 1997. év
Felnőtt:
1997. május 31. Magyarország-Litvánia
Bulldogok: Schützenhoffer István, Dobai Miklós, Harmat Ákos, Hoffmann Mihály, Tatai Tamás, Herédi Krisztián, Tóth György, Simon Dénes
Szövetségi kapitány: Mátyás Csaba (Bulldogok)
1997. június 14. Magyarország-Andorra
Bulldogok: Schützenhoffer István, Dobai Miklós, Harmat Ákos, Hoffmann Mihály, Tatai Tamás, Herédi Krisztián, Tóth György, Simon Dénes
Szövetségi kapitány: Mátyás Csaba (Bulldogok)

### 1996. év
Felnőtt
Világbajnoki selejtező
1996. november 2. Luxemburg – Magyarország 3–12
Bulldogok: Dobai Miklós, Harmat Ákos, Tatai Tamás, Herédi Krisztián, Tóth György

### 1993. év
Felnőtt:
1993. május 1. Magyarország- Szlovénia 36–6
Akkor még Érd színeiben: Vasas Zs.
Világbajnoki selejtező
1993. május 30. Magyarország-Izrael 8–67
Keretben:
Bulldogok: Harmat Ákos
Akkor még Érd színeiben: Németh Zoltán, Herczeg József, Vasas Zsolt, Muskovics Mihály

## Játékosok

### Extraligás keret
Első sorosok:
Máthé "MZ" Zoltán, Tátrai "Barbár" Zsolt, Simon "Simi" Dénes, Koór "CubiaC" Béla, Veress "Robitussin" Róbert, Pluhár Dániel
Második sorosok:
Balogh "Kex" Tamás, Pongrácz "Pongi" Zoltán, Pénzes "PéFeri" Ferenc, Nagy Zsolti
Harmadik sorosok:
Csapó "Nurbea" Norbert, Becsei "Becska" Tamás, Harmat "Mao" Ákos
Nyitók:
Herczeg "Hüzsi" József, Csont László
Irányítók:
Farkasinszky "Farek" Gábor, Kendi Géza, Győrffy István
Centerek:
Tatay "Tatus" Tamás, Karsai "BigHead" Dávid, Gyurcsik "Dadó" Achilles
Szélsők:
Ulviczki "Nokedli" Péter, Kendi Gábor, Reményi "Szögby" Norbert, Molnár Tamás, Soós Dániel
Fullback:
Ernecz "Virág" Gábor

### Felnőtt keret
Gergely Sándor, Horváth József, Hunyadi László, Kovács Attila, Kovács Csaba, Muskovics Mihály,
Pácser Balázs, Nagy Zsolt, Szabó László, Tóth Gergely, Vasas "Ciha" Tibor, Zsákai "Cica" László, Zsebe József, Tóth jános "janicsku"

### Junior keret

#### Tolongás
Tóth Roland, Bercsényi Dániel, Pluhár Dániel, Szőnyi Dániel, Tuba Gergő, Balogh Gergő, Zsembery Gyula, Prakter Attila, Csont László, Káldy János, Nagy Zsolt

#### Háromnegyed
Györffy István, Janotka László, Gyurcsik Achilles, Karsai Dávid, Soós Dániel, Fülöp Ákos, Bán Gergő, Kálmán Dávid, Veszprémi Balázs, Kriskó Tibor, Kriskó Bence, Andrási Artúr

### Kadett keret

#### Háromnegyed
Teisenhoffer László, Kőrösi Gergő, Tóth Máté, Jung Szilárd, Tóth Artemon

### Kölyök keret
Csiki Ádám, Lele Gábor, Gyurcsik Mózes, Kőrösi Tamás, Gulyás Bendegúz, Döme Roland, Leviczky Ádám, Berki Róbert, Tóth Gábor, Tóth Artemon, Szoldi Imre

### Mini keret
Pápai Norbert, Szoldi Imre, Gombás Bence, Deffent Márk, Nagy Márk, Vura Péter, Vura Sándor, Németh Richárd, Erdős Máté
Aradi Richárd
Kovács József

### Külföldön játszó játékosaik
Mátyás Csaba – New Zeland – Gleenmark – sarkazó
Rafael Zoltán – Anglia – Whitney – pillér

### Visszavonult játékosaik
Tashiro Masahiro, Mátyás Alajos, Sisák Tamás, Hornok Máté, Skobl Tamás, Bognár János, Votin György, Farkas Béla, Vizi Zsolt, Katcz Péter, Kapitány Vilmos, Grisbauer János, Kékkő Gábor, Szél Pál, Szegedi Gábor, Papp Hunor, Schützenhoffer István, Mézes Gergely, Mile Árpád, Csörgő Gábor, Hercze Zoltán, Ceglédi Krisztián, Takács András Levente, Rajner László